# Phare de Quequén
Le phare de Quequén (en espagnol : Faro Quequén) est un phare actif situé dans la ville de Quequén (Partido de Necochea), dans la Province de Buenos Aires en Argentine. Il est géré par le Servicio de Hidrografía Naval (SHN) de la marine .

## Histoire
Ce phare construit par la société allemande Dyckerhoff & Widmann (en) a été mis en service en 1921 à environ 1.5 km au nord de l'embouchure du Río Quequén Grande, à Quequén, le port de Necochea.
Le phare fonctionne à l'Énergie électrique et possède un équipement de secours au gaz. Il est toujours doté d'une équipe de gardien.

## Description
Ce phare  est une tour tronconique en béton, avec une double galerie et une lanterne de 34 m de haut. La tour est peinte en noir avec une bande blanche centrale et le dôme de la lanterne est noir. Son feu fixe émet, à une hauteur focale de 63 m, deux éclats blanc, rouge et vert selon secteurs de 1.5 seconde par période de 15 secondes. Sa portée est de 25.7 milles nautiques (environ 47.5 km) pour le feu blanc et 12 milles nautiques (environ 18 km) pour le feu de secours. 
Identifiant : ARLHS : ARG-004 - Amirauté : G0926 - NGA : 110-19480 .

### Lien connexe
- Liste des phares d'Argentine